# MSC Zoe
O MSC Zoe é um navio porta-contentores construído pelos estaleiros da Daewoo em Seul e operado pela Mediterranean Shipping Company. Foi considerado um dos maiores navios porta-contentores do mundo após seu comissionamento em 2015. É o terceiro de uma série de navios construídos para a Classe Olympic da MSC, acompanhado do MSC Oscar e MSC Oliver.

## Construção
O Zoe leva o nome da neta de Gianluigi Aponte, presidente e diretor executivo da MSC. A embarcação foi construída pelos estaleiros da Daewoo, na Coreia do Sul, por um valor de € 93 milhões. Com 395 metros de comprimento, Zoe tem um calado de 16 metros, uma capacidade de 19,224 TEU e uma capacidade de carga de 199,272 toneladas. É equipado com um motor a diesel de dois tempos fornecido pela MAN B&W. O motor tem uma potência máxima contínua de 83,800 cv a 82,2 rpm.

## História
Em 1 de janeiro de 2019, 342 contentores caíram no mar do Norte. 297 contentores foram encontrados ao norte da ilha holandesa de Ameland, enquanto os restantes foram encontrados horas depois ao norte da ilha alemã de Borkum. 19 contentores e seus conteúdos, incluindo peróxidos orgânicos, brinquedos infantis, sapatos, bolsas, almofadas, cadeiras, televisões e embalagens de plástico foram levados para a costa das ilhas holandesas de Vlieland, Terschelling, Ameland, Schiermonnikoog e na ilha alemã de Borkum, uma reserva da biosfera protegida pela UNESCO. A Comissão de Segurança holandesa abriu uma investigação sobre o caso.